# Djebel Barkal
De Djebel Barkal (Arabisch: جبل بركل, "heilige berg") is een berg in Nubië (Noord-Soedan) die in de oudheid als heilige berg beschouwd werd. De berg en de omliggende piramides, tempels en andere archeologische vindplaatsen (waaronder Napata) worden sinds 2003 vermeld op de Werelderfgoedlijst van UNESCO.
De berg ligt in een grote bocht van de Nijl, ongeveer 1,5 kilometer ten zuidwesten van Karima. Rond 1450 v.Chr. breidde de Egyptische farao Thoetmosis III zijn rijk naar het zuiden uit en werd de Djebel Barkal de zuidelijke grens van het Nieuwe Rijk. Bij de Djebel Barkal stichtte Thoetmosis III ook Napata, dat een van de hoofdsteden van het in de 11e eeuw gevestigde Nubische rijk Koesj werd.
Hoewel de Djebel Barkal maar 98 meter hoog is, steekt deze tafelberg uit boven de vlakke Nijlvallei. De berg diende in vroegere tijden als navigatiepunt voor handelaren tussen Centraal-Afrika, Arabië en Egypte. Rond de Djebel Barkal bevinden zich ruïnes van minstens 13 tempels en drie paleizen. De berg had een belangrijke religieuze betekenis voor de oude Egyptenaren, die geloofden dat de oppergod Amon op de berg woonde. De tempel voor Amon aan de voet van de berg was de belangrijkste Egyptische tempel in Nubië en het religieuze centrum van het Koesj-rijk. Thoetmosis III begon de bouw van de Amontempel; de tempel werd verder uitgebreid door Ramses II (13e eeuw v. Chr) maar het grootste deel van de tempel stamt uit de regeerperiode van Piye (8e eeuw v. Chr.), een van de Koesjitische koningen die tijdens de 25e dynastie van Egypte als farao over Egypte regeerden. Ook Piye's zoon Taharqa breidde het tempelcomplex verder uit.
De berg had ook een belangrijke betekenis voor de Koesjieten, die geloofden dat de wereld hier geschapen werd en de berg als geboorteplaats van alle goden beschouwden. De Koesjitische koningen werden hier gekroond en begraven. Op de koninklijke begraafplaats rond de berg bevinden zich een aantal piramides. Vandaag de dag worden veel van de tempels nog steeds door de plaatselijke bevolking als heilig beschouwd.
Het gebied werd in de jaren 1820 voor het eerst door Europese ontdekkingsreizigers bezocht, maar pas in 1916 begonnen de eerste serieuze opgravingen door een Amerikaans team van archeologen. Verder archeologisch onderzoek vond plaats in de jaren 1970 en 1980.

## Afbeeldingen

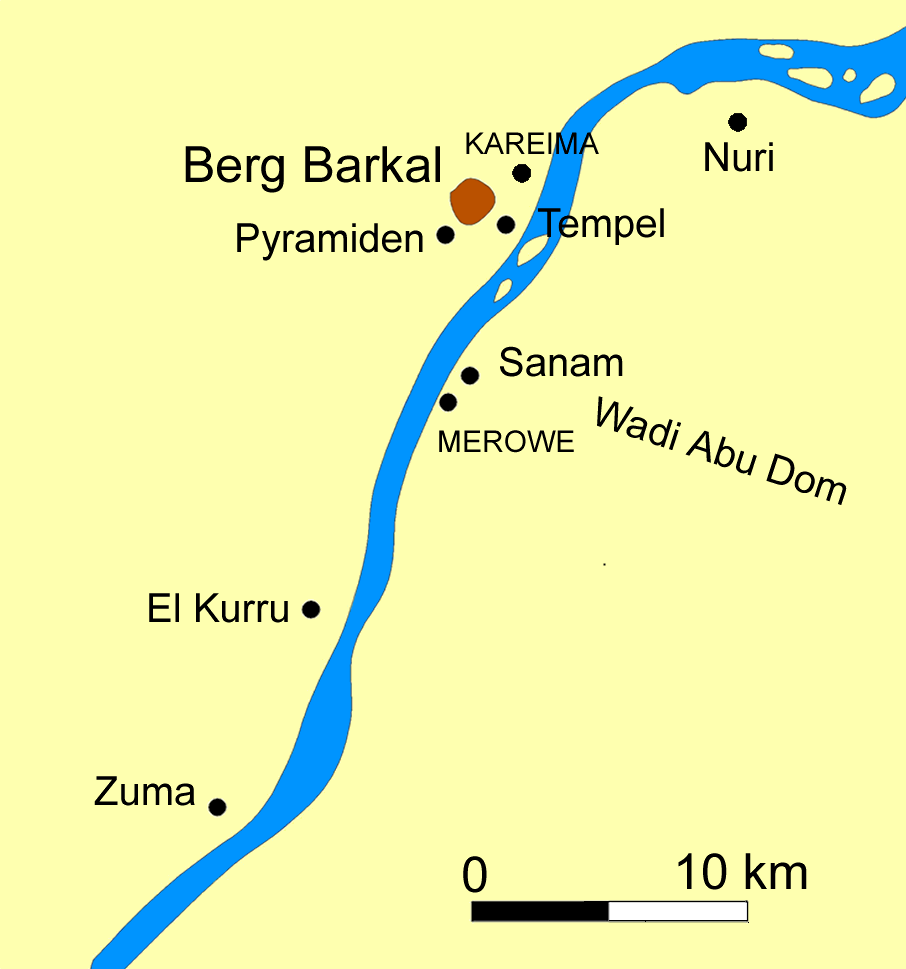
Locatie van de Djebel Barkal
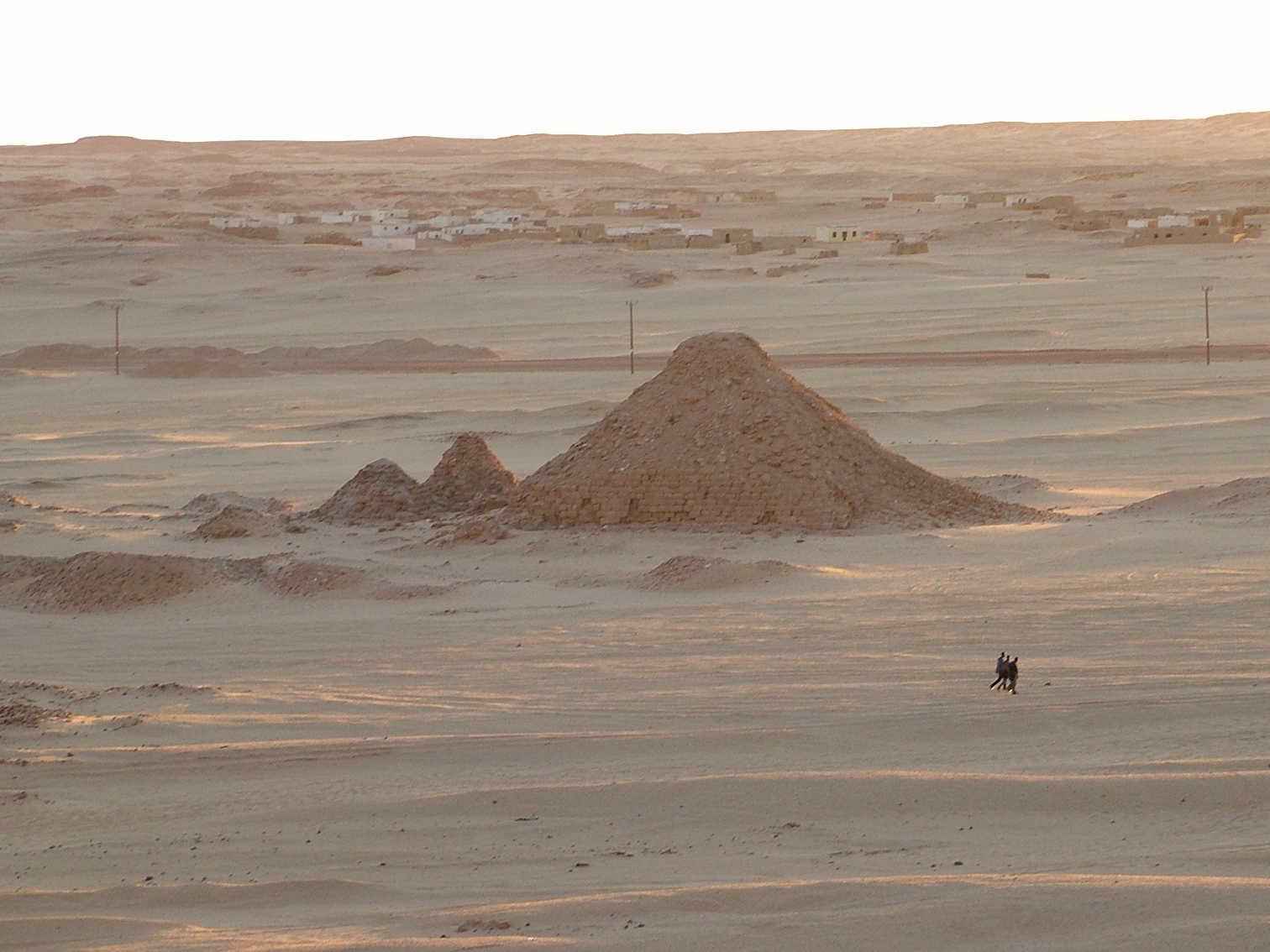
Piramides bij de Djebel Barkal